# Desert Strike: Return to the Gulf
Desert Strike: Return to the Gulf — мультиплатформенная видеоигра в жанре скролл-шутер, разработанная и изданная компанией Electronic Arts для приставки Sega Genesis. В дальнейшем игра была портирована на другие платформы.

## Сюжет
Сюжет игры разворачивается в одной арабской стране, где власть захватывает безумный генерал Килбаба  — лидер арабских террористов.
Килбаба грозит миру Третьей мировой войной и готовит ядерный удар по западным странам. Тем временем правительство США, обеспокоенное государственным переворотом в одной из арабских стран, готовит операцию для свержения диктатора Килбабы и уничтожения ядерных объектов на территории арабского эмирата. Было решено провести спецоперацию с отправкой боевого вертолёта AH-64 Apache с экипажем для уничтожения стратегических объектов диктатора и его ликвидации.
В последней миссии после ликвидации ядерного завода пилоты направляются к президентскому дворцу для захвата диктатора. Чтобы ослабить средства ПВО у дворца, пилоты уничтожают электростанцию. При штурме бункера безумца, Килбаба захватывает второго пилота вертолёта в качестве заложника и вместе со своим помощником на БТРе отправляются к аэродрому для посадки в стратегический бомбардировщик с атомными бомбами на борту. Пилот догоняет террористов на вертолёте и освобождает второго пилота. Бомбардировщик приступил к разгону, но бравые пилоты уничтожают самолет вместе с Килбабой. Миссия выполнена, пилоты возвращаются на фрегат!

## Геймплей

Миссия «Спасти ТВ-команду» — кадр из версии для Sega Mega Drive/Genesis

Игра представляет собой симулятор боевого вертолета с видом от третьего лица, выполненный с использованием изометрической проекции и состоящий из четырёх уровней.
Игровой процесс заключается в перемещении вертолета игроком по ограниченному уровню. В процессе перемещения необходимо выполнять миссии, цель которых - уничтожение определенных зданий и сооружений, врагов либо наоборот, защита зданий и союзников.
В игре присутствуют ресурсы, необходимые для выполнения поставленных задач:
Оружие. Визуально представляет собой ящик зелёного цвета. Комплект вооружения, включающий в себя пулеметные патроны, неуправляемые ракеты и управляемые ракеты "Хеллфайр". Каждый вид вооружения различается по степени наносимого урона. В среднем, одна ракета по мощности равна четырём НУРСам, в свою очередь, один НУРС равен боевой мощности четырёх патронов. Не предусмотрена возможность взять какое-то определенное вооружение, боеприпасы выдаются полным комплектом. Если у игрока уже есть некое количество боеприпасов на борту, они пополняются до максимального предела. Боеприпасы сверх максимального лимита пропадают.
Топливо. Визуально представляет собой три серебристые бочки. Позволяет пополнить запас топлива до максимального лимита. Топливо сверх максимального лимита пропадает.
Броня. Выглядит как прямоугольный продолговатый серебристый ящик. Позволяет восстановить максимальный запас брони.
Ремкомплект. В виде овального ящика. Позволяет увеличить скорость движения (незначительно), скорострельность (незначительно), скорость работы подъемного механизма (значительно).
Местонахождение части ресурсов можно узнать открыв карту и выбрав соответствующую опцию просмотра. Некоторые ресурсы спрятаны в зданиях и могут как отображаться на карте, так и отсутствовать. В процессе продвижения количество ресурсов на карте будет уменьшаться, усложняя выполнение поставленных задач.
Враги в игре — вражеские солдаты, пушки и др. Солдаты вооружены несколькими видами оружия — от автомата до гранатомёта (пзрк). Иногда солдаты могут находиться на смотровых вышках, в пулемётных гнёздах и в зданиях, а также использовать транспорт. Пушки и другая техника атакуют пулемётными очередями и ракетами.
В определённых местах на уровнях встречаются американские солдаты и мирные жители. За доставку каждого союзника на базу увеличивается текущий статус брони. Единовременно возможно принять на борт не больше шести человек.
Броня - основной показатель жизни, но не единственный. Помимо попаданий врагов, броня может тратится в случае, если вертолет под управлением игрока врезается в здания или элементы окружающего пейзажа. Жизнь так же потратится в том случае, если у вертолета кончится топливо. В этом случае будет показана анимация с падением и взрывом вертолета. После этого, если у игрока есть в запасе жизни, вертолет восстановится на прежнем месте с небольшим запасом топлива.
В некоторых миссиях провал очередного задания приводит к вызову вертолета на базу и перезапуску всей миссии.

## Оценки
Игра получила в основном высокие оценки критиков.
Версии для Sega Mega Drive/Genesis информационный сайт The Video Game Critic поставил оценку B +, а журнал Power Play — в 82 балла из 100. Игровой журнал Game Informer и веб-сайт IGN оценили версию для Game Boy Advance в 8 баллов из 10. Рецензенты отметили графическое и звуковое оформление, анимацию и детализацию объектов; также были положительно оценены разнообразие оружия и миссий. Игра была названа одним из лучших и наиболее реалистичных скролл-шутеров.